# Nova Protection
Nova Protection är ett bevaknings- och säkerhetsföretag i Sverige med huvudkontor i Göteborg.

## Historik
- 2001 Företaget grundades under namnet Nova Protection HB.
- 2002 Företaget erhåller auktorisation av Länsstyrelsen i Västra Götalands län.
- 2004 Företagets verksamhet övergår i aktiebolagsform under namnet Nova Protection AB.
- 2006 Företaget erhåller som tredje bevakningsföretag i Sverige tillstånd från Luftfartsstyrelsen att verka som utbildningsorganisation inom området för luftfartssäkerhet.

## Verksamhet
- Bevaknings-, säkerhets- och utbildningstjänster riktade till offentlig sektor och näringsliv.